# Mascula
Mascula fue una antigua colonia romana en Numidia. Hoy se conoce como Khenchela.

## Historia
Mascula se construyó en el Aurès (parte de la Cordillera del Atlas), a 1200 metros de altura. Tiene un clima mediterráneo fresco. Era una de las ciudades más frías de Numidia. En la actualidad se han registrado nevadas. Los legionarios romanos elegían la colonia como su lugar de retiro.
Mascula fue construida bajo el mandato de Trajano, y vigilada por la "Séptima Compañía de Lusitanos". Era un castrum, con un vicus cercano, en la carretera militar. Este camino conectaba Theveste con Sitifis, y seguía por las laderas de las montañas del Aurés. Mascula estaba relacionada con las fortificaciones de Tinfadi, Vegesela, Claudi y Tliamugas. Era el fuerte más importante de estos, bajo un punto de vista estratégico, porque controlaba el acceso de la región de Numidia al Sahara.

Posteriormente, cuando el cristianismo se había establecido firmemente en el África romana, Mascula tuvo una breve era de prosperidad. Se han encontrado numerosos objetos ornamentales cristianos en el yacimiento, y se han conservado los nombres de cuatro obispos de Mascula: Clarus en el siglo III, Donatus en el IV, Januarius al final del V y un cuarto que lleva el mismo nombre a principios de el siglo VI. Parece haber sufrido terriblemente a mediados del siglo IV por las incursiones de las tribus bárbaras que se unieron para su destrucción (...) Durante la ocupación bizantina, el general Salomón convirtió Mascula en una ciudad de defensa amurallada, y finalmente, cuando los árabes arrasaron la tierra, su historia como ciudad llegó a su fin.
Alexander Graham

Mascula en el siglo IV estuvo en el centro de la controversia del donatismo. Se conservan mosaicos de esos años Incluso hay algunos baños romanos de finales del siglo III, que aún funcionan, tras una reciente restauración.
Mascula fue uno de los centros de resistencia romano-bereber contra los árabes, bajo el poder de la reina Kahina . Tras la reconquista musulmana fue rebautizada con el nombre de una de las hijas de Kahina: Khenchela, que significa "ángel" en bereber.